# قائمة سلالات وإمارات كردية
قائمة السلالات والبلدان والأقاليم المتمتعة بالحكم الذاتي الكردية.

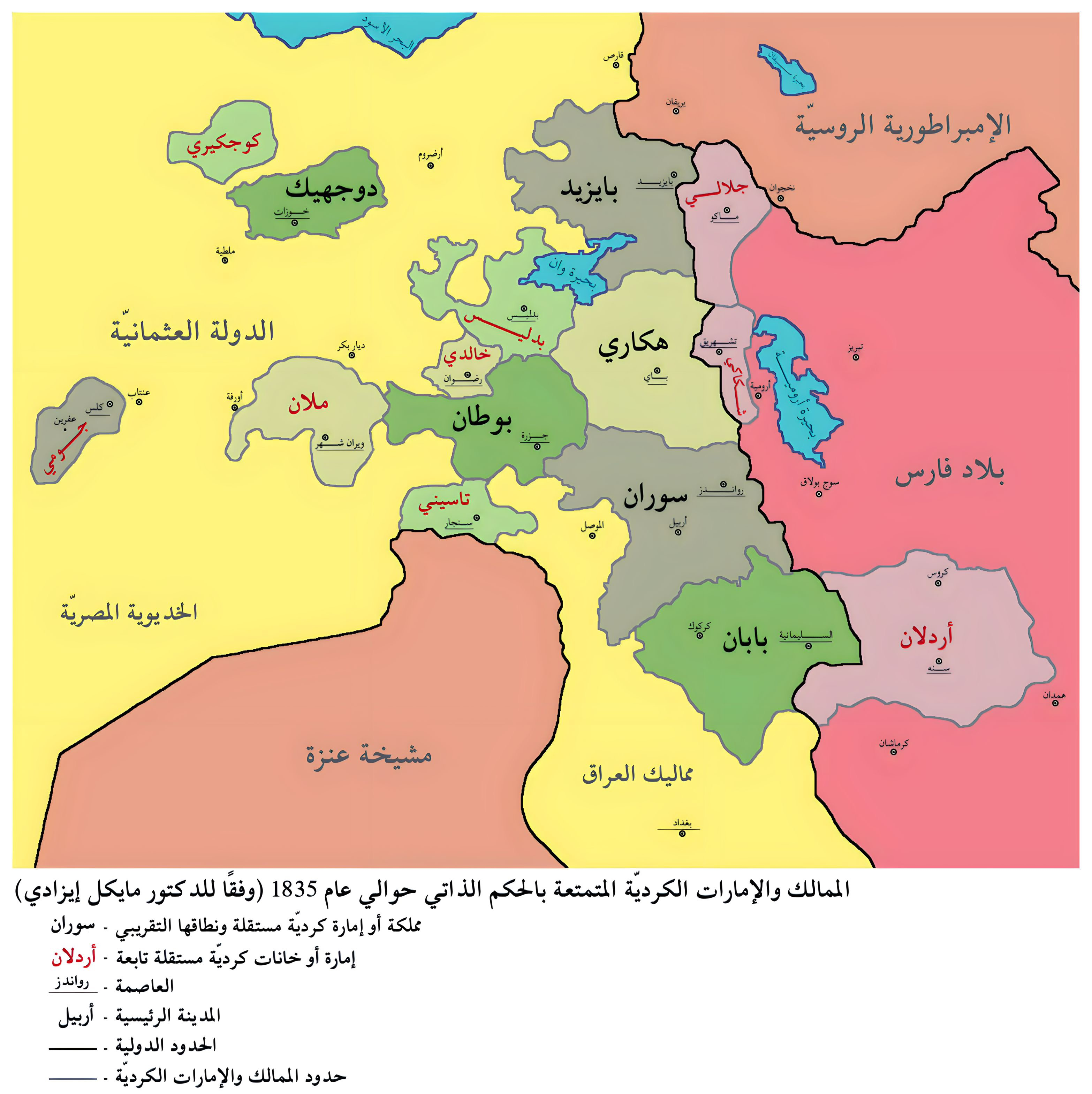
الإمارات والممالك المستقلة الكردية حوالي 1835

## إمارات وسلالات السابقة
- صديقيون (770-827، أرومية)
- هذبانيون (906-1080، هولير وأرومية)
- عيشانيون (912-961)
- إمارة ديسم (938-955)
- شداديون (951-1199، جنوب القوقاز)[1]
- رواديون (955-1071، تبريز ومراغة)[2][3]
- حسنويون (959-1015، كرمانشاه)[1]
- مروانيون (983-1096، دياربكر والموصل)[1]
- عنازيون (990 أو 991-1117، حلوان)[1]
- الشوانكارة (القرن الحادي عشر - القرن الثاني عشر)
- إمارة اکيل (1049-1864، ديار بكر)[4]
- إمارة هزاراسبیان (1155-1425)
- الأيوبيون (1171–1341)[5]
- زكريان (1186-1360)[6]
- أردلانيون (1169–1867)
- إمارة هازرو ساسون (القرن الثالث عشر - 1839/40)[7]
- إمارة بينغول (1231-1864، بينكل)[8]
- إمارة تشيميشيزك (القرن الثالث عشر - 1613، تشيميشيزك)[9]
- إمارة جمشكزك (القرن الثالث عشر - 1663، جمشكزك)
- إمارة بينياشي (1548-1823، سلماس)[10]
- إمارة ميكس (1514-1847، وان)[11][12]
- إمارة برادوست (القرن الخامس عشر - القرن التاسع عشر، أورمية)[13]
- خانات تبريز (1747–1802)[14]
- إمارة زراكي (1335-1835)[15]
- إمارة بازوكا (1499-1587، ملاذكرد وإليسكيرت)[16]
- إمارة حصن كيفا (1232-1524، حصن كيفا وسيرت)[17]
- إمارة كلس (1264-1611، كلس وحلب)[18]
- إمارة سليمان (1515-1838، سيلفان وكولب)[19][20]
- إمارة المحمودي (1406-1839، وان)[21]
- إمارة دونبولي (1210-1799، وان وخوي)[22][23]
- خانات سراب (1747-1797)
- خانات خوي (1747-1813)[24]
- إمارة بالو (1495-1845، بالو)[25]
- إمارة بابان (1649-1851،[26] منطقة السليمانية)[27][28]
- إمارة سوران[27] (أواخر القرن الرابع عشر - 1851، رواندز)[28]
- إمارة هكاري[27] (القرن الرابع عشر - 1855، جنوب شرق الأناضول، تركيا حاليًا)[28]
- إمارة بهدينان[27] (1339-1843، العمادية)[28]
- بدليسيون (1187-1847)
- إمارة بوطان[27] (1330-1855، جزيرة بوطان، الجزيرة)[28]
- موكريان (القرن الرابع عشر - القرن الثامن عشر)[29]
- إمارة شيرفان (1264-1840، سيرت)

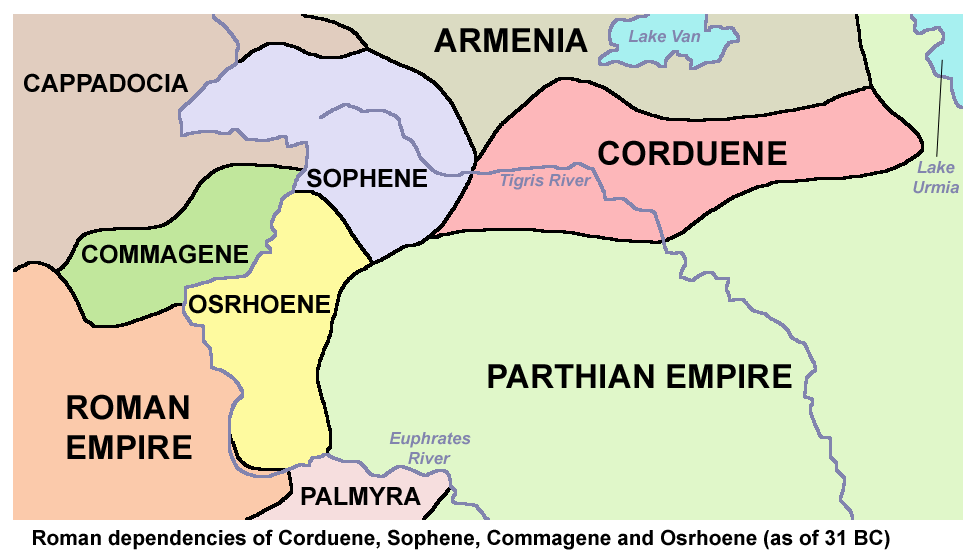
خريطة توضح التبعية الرومانية لـ كوردوين (اعتبارًا من 31 قبل الميلاد)
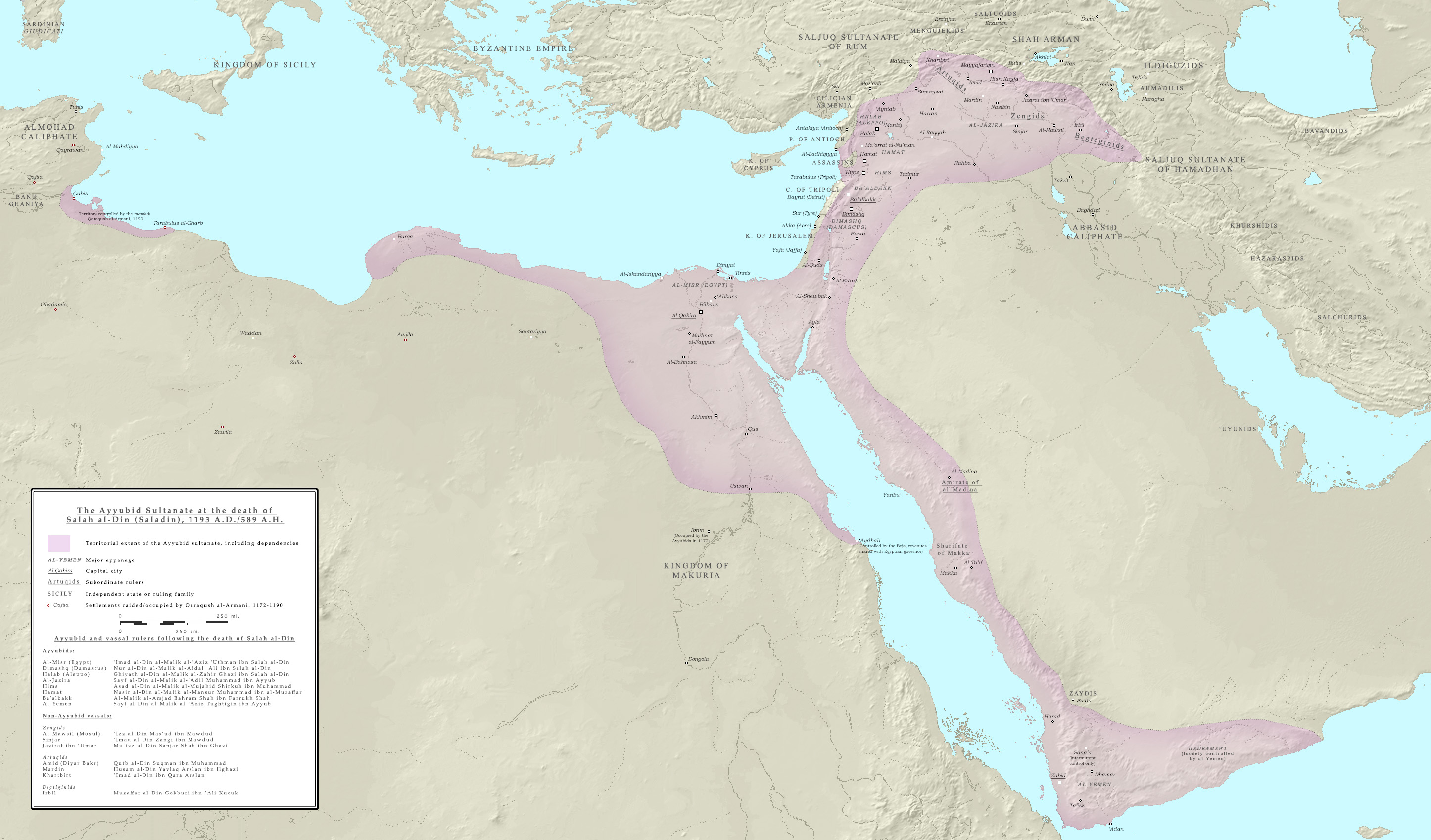
الدولة الأيوبية عام 1193
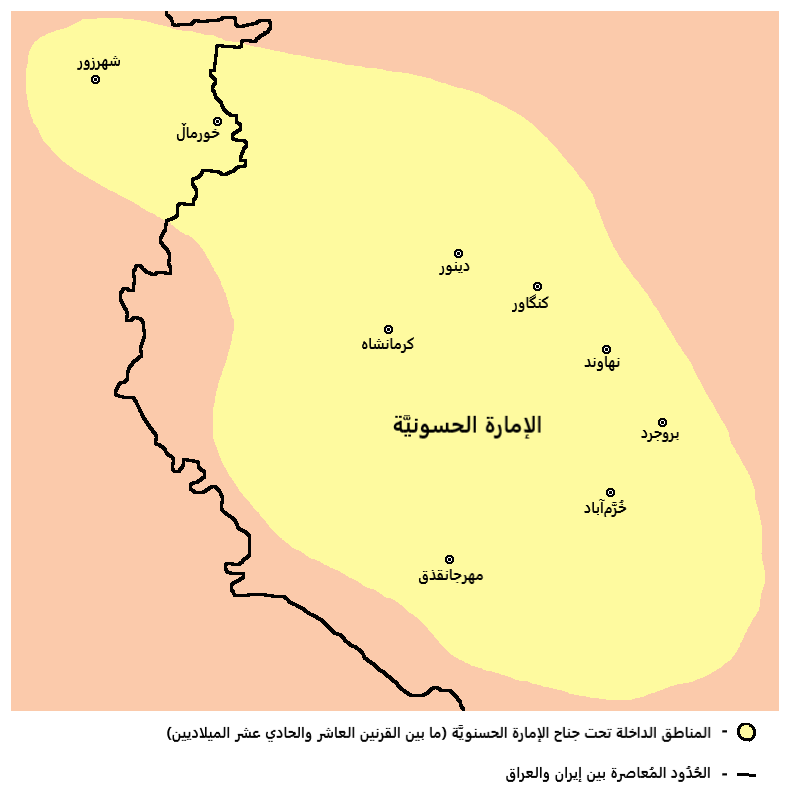
سلالة الحسنوية (القرنان العاشر والحادي عشر)
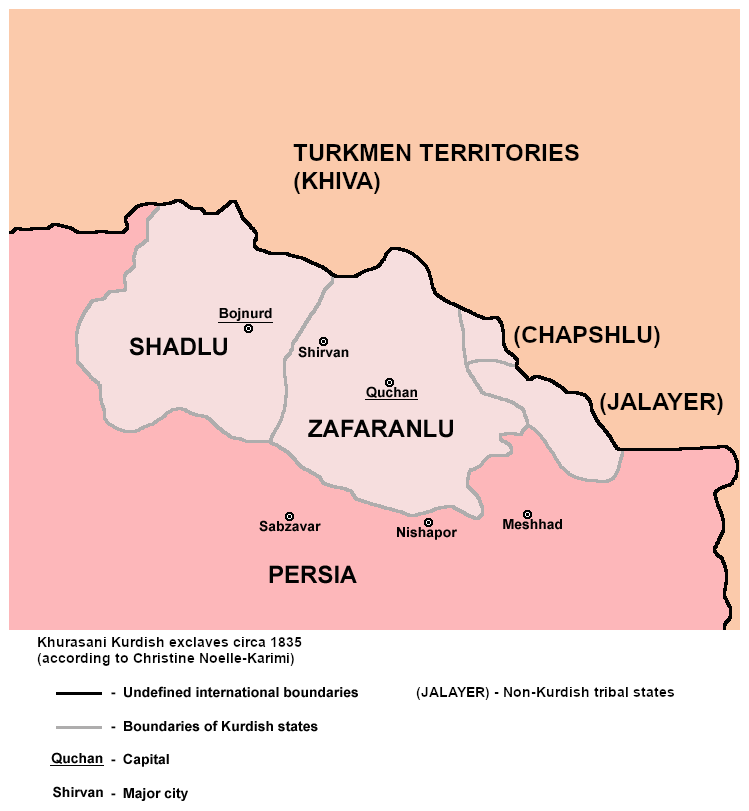
المعزل الكردي في خراسان حوالي عام 1835
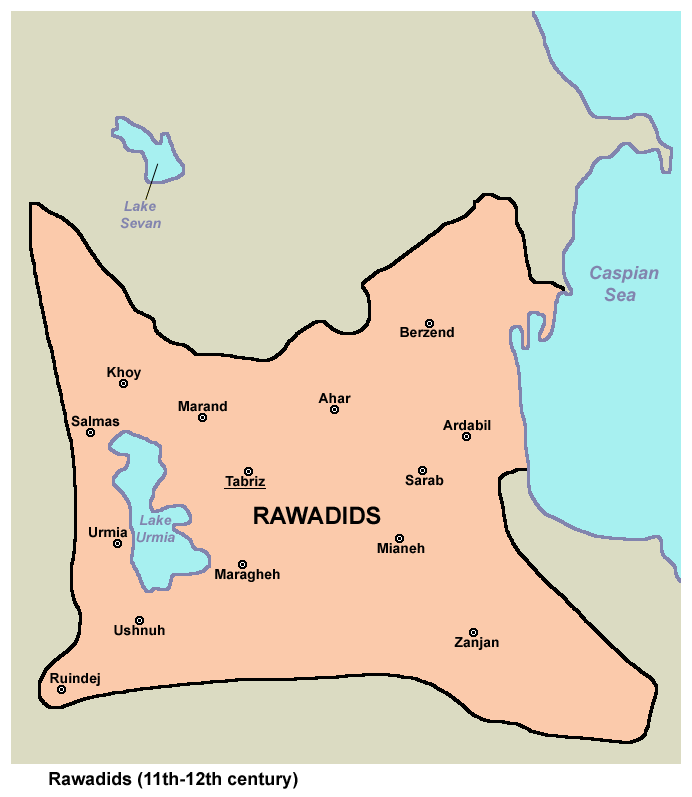
السلالة الروادية
السلالة المروانية

## دول السابقة
- مملكة كردستان (1921-1924 و1925)
- كردستان الحمراء (1923-1929) وكردستان أوكروغ (1930)

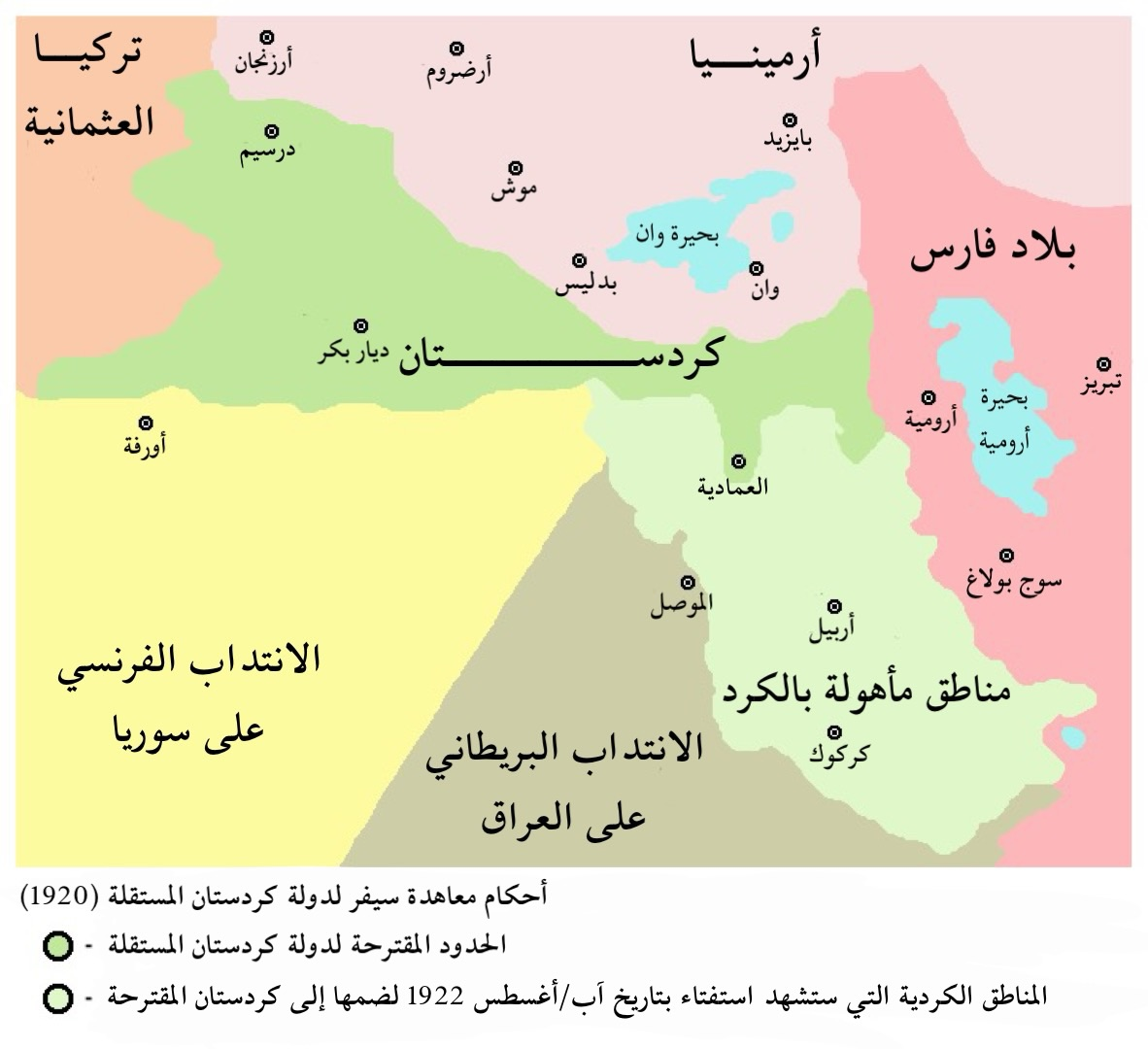
أحكام معاهدة سيفر لدولة كردستان المستقلة لعام 1920، بالأخضر الغامق والفاتح

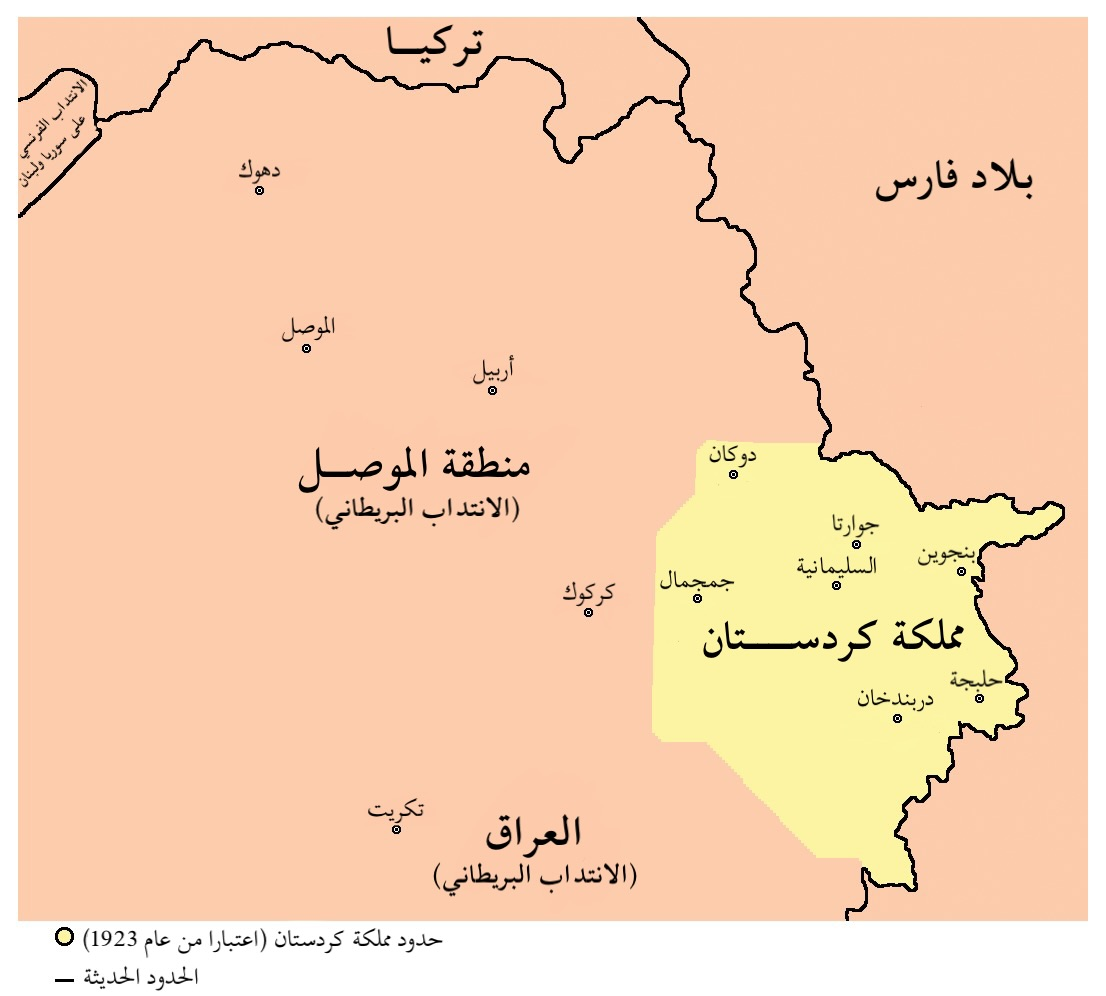
مملكة كردستان عام 1923

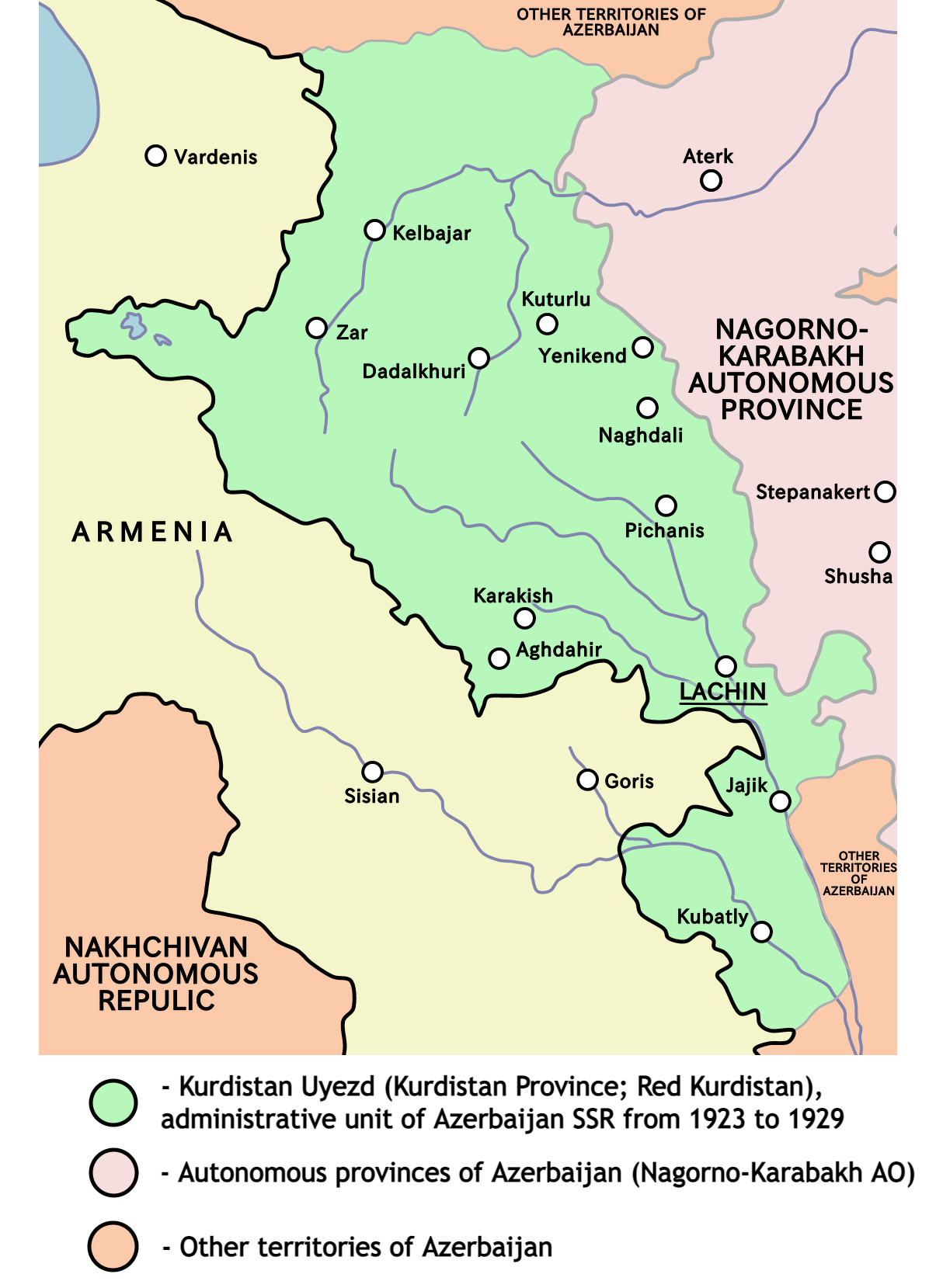
كردستان الحمراء (1923-1929)

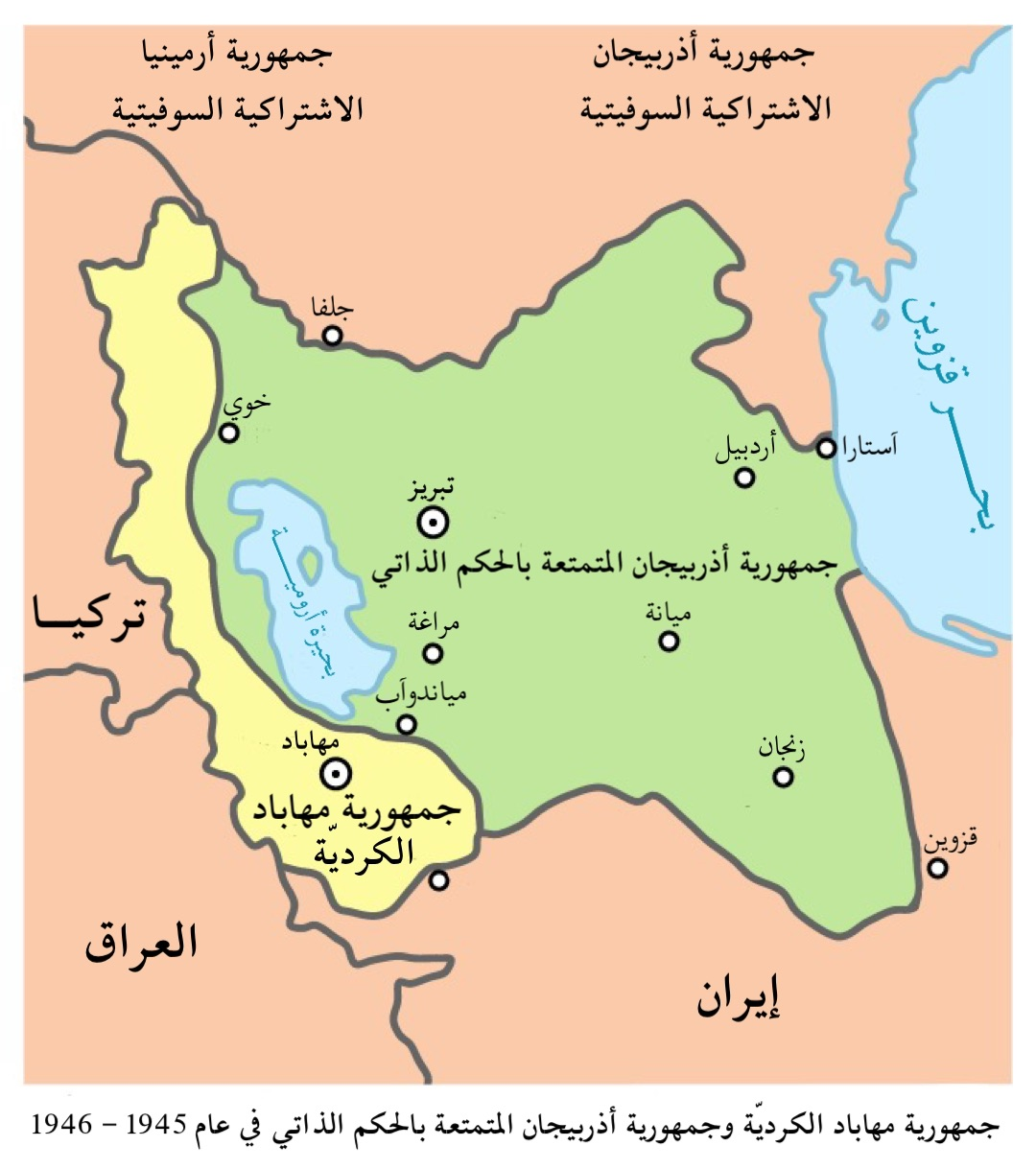
جمهورية مهاباد، 1945-1946

- جمهورية أرارات (1927-1930)
- جمهورية مهاباد (1946-1947)

## سلالات أخرى من أصل كردي
- السلالة الصفوية (1501-1736) - سلالة كرديّة جزئيا.
- السلالة الزندية (1750-1794) - سلالة من قبيلة لك الكرديّة.[30][31]